# Білоус (зупинний пункт)
Білоу́с — пасажирський залізничний зупинний пункт Київської дирекції Південно-Західної залізниці на електрифікованій змінним струмом лінії Чернігів — Семиходи.
Розташований у селі Льгів Чернігівського району Чернігівської області між станціями Чернігів (9,5 км) та Жукотки (11 км).
На зупинному пункті зупиняються приміські поїзди.